# Nazionale maschile di rugby a 13 della Scozia
La nazionale di rugby a 13 della Scozia è la selezione che rappresenta la Scozia a livello internazionale nel rugby a 13.
I giocatori scozzesi iniziarono a disputare partite internazionali fin dal 1904, quando allora una selezione formata da scozzesi e gallesi chiamata "Altre Nazionalità" affrontò l'Inghilterra perdendo 9-3. In seguito gli scozzesi continuarono a giocare a livello internazionale vestendo per molti anni anche la maglia della Gran Bretagna. Il debutto della nazionale scozzese vera e propria risale solamente al 13 agosto 1995, in occasione della partita giocata a Dublino contro l'altra nazionale emergente dell'Irlanda.
Dal 2003 la Scozia ha cominciato a disputare regolarmente il Campionato europeo, in seguito divenuto Coppa d'Europa. Ha anche partecipato a quattro edizioni della Coppa del Mondo di rugby a 13 ottenendo come migliore risultato il raggiungimento dei quarti di finale nel 2013 (sconfitta 40-4 contro la Nuova Zelanda).

## Palmarès
- Coppa d'Europa: 1

2014